# Basílio Cabral Teixeira de Queirós
Basílio Cabral Teixeira de Queirós (Murça, 12.02.1794 - Lisboa, 16.01.1878) foi um Governador Civil do Distrito de Faro, entre 22 de Setembro de 1836 e 31 de Março de 1837, e Juiz Conselheiro e 5.° Presidente do Supremo Tribunal de Justiça de Portugal.

## Biografia
Era filho de António Luis Cabral de Queiroz, Cavaleiro da Ordem de Santiago (por carta de 19.12.1799) e Sargento-mor de Murça, com sua mulher e prima (casaram em Murça, em 04.01.1792), Maria Inácia Teixeira de Mendonça Cabral, nascida em Favaios em 10.11.1767.
Teve uma destacada carreira política e judicial, tendo exercido vários altos cargos e recebido numerosas distinções e condecorações.
Foi Par do Reino, por carta régia de 30.12.1862, Comendador da Ordem de Cristo, por carta de 18.12.1835, Juiz Conselheiro (em 18.11.1836) e depois Presidente do Supremo Tribunal de Justiça (em 13.07.1868, cargo que exerceu até falecer).
Foi também governador do Algarve (Faro), durante o período das lutas liberais. 
No início da sua carrreira, em Albufeira, foi nomeado para o cargo de juiz de fora (por carta régia de 23.11.1823), sendo provido com efetividade nas suas funções em 10.03.1824.
Ao falecer, deixou grande fortuna, superior a 200 contos de réis em dinheiro, além de "boas propriedades" em Murça e Vilarinho de Cotas.
Era primo do escritor e poeta Francisco José Cabral, nascido e falecido em Vilarinho de Cotas.

## Casamento e descendência
Casou "a furto", por impedimento do seu lado, em Albufeira, com Maria Vitória de Sousa Tavares Leote, filha de Lopo Leote Tavares, Cavaleiro fidalgo, 3.º senhor do prazo da Almargem, em Nossa Senhora da Orada, e de sua mulher Inês Perpétua de Sousa Prado de Almeida Palácios, com a seguinte geração:
- Basílio Cabral Teixeira de Queiroz (1824 - 23.03.1901), legitimado independentemente por seu pai e sua mãe, que foi Par do Reino, por carta régia de 07.01.1881, Bacharel Formado em Direito pela Universidade de Coimbra, e Governador Civil de Lisboa (em 1860), de Portalegre (1862) e de Coimbra (1868 - 1869); casou em Cedofeita com Elvira Lobo (1840 - 1871), com geração, duas filhas, uma das quais deixou descendência.[1]